# 厄尔默 (南卡罗来纳州)
厄尔默（英文：Ulmer），是美国南卡罗来纳州下属的一座城市。城市类型是“Town”。其面积大约为2.75平方英里（7.13平方公里）。根据2010年美国人口普查，该市有人口88人，人口密度约为每平方 英里31.98人（约合每平方公里12.35人）。